# Battaglia di Helgoland (1914)
La prima battaglia della baia di Helgoland fu il primo scontro navale della prima guerra mondiale avvenuto il mattino del 28 agosto 1914, quando gli incrociatori britannici della squadra di stanza a Harwich (la cosiddetta Harwich Force) attaccarono i cacciatorpediniere tedeschi che pattugliavano la baia di Helgoland.
Sei incrociatori tedeschi risposero all'incursione, tuttavia, l'arrivo della 1ª squadra di incrociatori da battaglia (1st Scouting Group), al comando del viceammiraglio David Beatty, rovesciò le sorti dello scontro a favore degli inglesi.

## Preludio
La prima fase di guerra in mare fu di stallo. Nessuno dei due schieramenti aveva intenzione di attaccare per primo, così i britannici attendevano nel mezzo del Mare del Nord mentre i tedeschi aspettavano nei loro porti ben difesi. Dopo aver scortato il grosso delle loro forze di fanteria in Francia, tra il 12 e il 21 agosto, la Royal Navy decise di attirare in battaglia in mare aperto i cacciatorpediniere tedeschi che proteggevano le coste germaniche, non potendo sperare di battere le flotte tedesche nelle loro stesse baie, protette anche da mine subacquee, sommergibili e difese costiere.

### Piano d'attacco britannico
I britannici notarono, osservando il nemico, che ogni sera incrociatori tedeschi scortavano dei cacciatorpediniere in mare aperto dove li lasciavano, perché potessero dare la caccia ai mercantili inglesi, e si ricongiungevano con loro al mattino per scortarli nuovamente fino in porto. L'idea era di attaccare, con i sottomarini, i cacciatorpediniere mentre tornavano al punto di incontro con gli incrociatori. L'attacco li avrebbe costretti a tornare in mare aperto dove un gruppo britannico, composto da 31 cacciatorpediniere e 9 sottomarini, li avrebbe distrutti, mentre altri sommergibili avrebbero impegnato eventuali navi tedesche in giunte soccorso. L'attacco fu programmato per le 08:00, orario dell'Europa centrale e avrebbe coinvolto la forza navale britannica comandata dall'ammiraglio Gordon Moore e composta dalla Cruiser Force K e dalla Cruiser Force C. A comando delle unità vi sarebbero stati il commodoro Roger Keyes e il commodoro Reginald Tyrwhitt
L'Ammiragliato decise che l'attacco avrebbe preso il via il 28 agosto e perciò mobilitò i sommergibili il 26 agosto e le navi il giorno seguente. Sempre il 26 agosto, l'Ammiragliato informò dell'azione il comandante della Grand Fleet, l'ammiraglio John Jellicoe, che inviò un gruppo di supporto comandato dal viceammiraglio David Beatty e il commodoro William Goodenough. Jellicoe inviò un dispaccio a Tyrwhitt per informarlo che sarebbero giunti dei rinforzi ma il messaggio non giunse mai, così Tyrwhitt rischiò di far sparare ai suoi quando sbucarono dalla nebbia.

### Ordine di battaglia

#### Royal Navy
- Cruiser Force C

Incrociatori corazzati Classe Cressy
- HMS Cressy
- HMS Aboukir
- HMS Bacchante
- HMS Hogue
- HMS Euryalus

- Cruiser Force K

Incrociatori da battaglia
- HMS New Zealand
- HMS Invincible

- Incrociatori da battaglia del viceammiraglio Beatty
  - HMS Lion
  - HMS Queen Mary
  - HMS Princess Royal
- 1st Scouting Group (comm. Goodenough)

Incrociatori leggeri
- HMS Southampton
- HMS Birmingham
- HMS Falmouth
- HMS Liverpool
- HMS Lowstoft
- HMS Nottingham

- Sottomarini Classe E

A difesa da contrattacchi e per attaccare i vascelli in ritirata
- HMS E4
- HMS E5
- HMS E9

Per spingere i cacciatorpediniere nella trappola
- HMS E6
- HMS E7
- HMS E8

- Sottomarini Classe D

Per attaccare eventuali rinforzi
- HMS D2
- HMS D8

- 1st Flotilla (cap. Wilfred Blunt, a bordo dell'Arethusa)
  - Incrociatore leggero HMS Arethusa
  - 16 cacciatorpediniere Classe Laforey
- 3rd Flotilla (comm. Tyrwhitt, a bordo della Fearless)
  - Incrociatore leggero HMS Fearless
  - 16 cacciatorpediniere

#### Kaiserliche Marine
Incrociatori leggeri
- SMS Köln
- SMS Strassburg
- SMS Stettin
- SMS Frauenlob
- SMS Stralsund
- SMS Ariadne
- SMS Mainz
- SMS Kolberg
- SMS Danzig
- SMS München

19 Torpediniere
12 Posamine

## Battaglia

### Fase iniziale
Alle 07:00 del 28 agosto, l'Arethusa guidava l'azione, al comando della 3rd Flotilla, seguito, alcuni chilometri indietro, dalla 1st Flotilla e, più indietro ancora, dai sei incrociatori di Goodenough. Il cacciatorpediniere tedesco G-194 avvistò la flotta e si diresse subito verso Helgoland, inviando un messaggio radio e avvertendo l'ammiraglio Leberecht Maass, comandante dello squadrone di cacciatorpediniere. Maass avvertì il comandante dello squadrone di incrociatori e comandante delle difese, Franz von Hipper, il quale, non conoscendo le dimensioni delle forze del nemico, ordinò agli incrociatori SMS Stettin e Frauenlob di difendere i cacciatorpediniere. Ad altri otto incrociatori venne ordinato di dirigersi a difesa dei compagni: l'SMS Mainz, Köln, Strassburg, Stralsund, Ariadne, Kolberg, Danzig e il München.

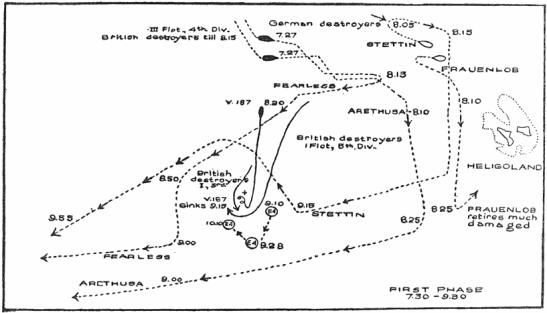
Mappa dei movimenti relativi alla prima fase della battaglia

Tyrwhitt ordinò di affondare il cacciatorpediniere G-194 e il fuoco della battaglia allertò gli altri vascelli tedeschi che furono ben presto individuati e attaccati. Il cacciatorpediniere V1 venne colpito e lo stesso accadde ai posamine D-8 e T-33. Alle 07:26, Tyrwhitt cercò nella nebbia i suoi restanti quattro cacciatorpediniere che stavano ingaggiando battaglia. Nella nebbia riconobbe dieci navi tedesche che seguì per mezz'ora finché queste non giunsero a Helgoland costringendo così l'incrociatore inglese a ripiegare per evitare di essere colpito dall'artiglieria costiera. Alle 07:58, giunsero la Stettin e la Frauenlob che cambiarono l'ago della bilancia obbligando i cacciatorpediniere britannici a ripiegare dietro l'Arethusa e il Fearless, gli unici incrociatori. Lo Stettin si ritirò scortando i cacciatorpediniere fino in porto mentre il Frauenlob venne ingaggiato dall'Arethusa. Nonostante l'Arethusa dovesse essere la nave meglio armata, due dei quattro cannoni da 100 mm erano inceppati e un terzo era stato danneggiato in battaglia. Il Frauenlob aveva dieci cannoni da 100 mm che usò per causare diversi danni al nemico prima che un colpo dai cannoni dell'Arethusa da 150 mm non distruggesse il suo ponte, uccidendo 37 uomini, incluso il capitano, e costringendola a ritirarsi, riuscendo a salvarsi a Wilhelmshaven. Alle 08:12, Tyrwhitt ritornò a seguire il piano, attraversando l'area da est a ovest. Sei cacciatorpediniere tedeschi in ritirata vennero avvistati e fuggirono quando il V-187 tornò indietro. I tedeschi infatti avevano avvistato due incrociatori nemici, il Nottingham e il Lowestoft dello squadrone di Goodenough, e cercarono di ripiegare attraverso i cacciatorpediniere inglesi, cogliendoli di sorpresa e non lasciando loro il tempo di attaccare. L'idea ebbe successo in parte, infatti il V-187 venne circondato da otto cacciatorpediniere e affondato. Quando gli inglesi tentarono di recuperare i superstiti, l'incrociatore tedesco Stettin aprì il fuoco sui britannici che abbandonarono le manovre di recupero, lasciando lì anche dei marinai inglesi. Il sottomarino E4 osservò l'azione dello Stettin e vi lanciò contro un siluro che però mancò il bersaglio. In risposta, lo Stettin cercò di speronare il sommergibile che riuscì a fuggire. Quando le navi si allontanarono il sottomarino poté recuperare i sopravvissuti inglesi e mettere quelli tedeschi in piccole barchette, lasciandoli andare verso il continente essendo troppo piccolo per potere portare anche loro.

### Confusione tra la nebbia
Alle 08:15, Keyes, a bordo del Lurcher e con altri due cacciatorpediniere, individuarono due incrociatori nemici tra la nebbia. Non sapendo ancora che erano giunti dei rinforzi, segnalò all'Invincible che stavano seguendo due incrociatori tedeschi. Goodenough ricevette il messaggio e abbandonò la ricerca di altre navi per attaccare assieme a Keyes quelli che erano il Lowestoft e il Nottingham. Keyes vedendo che era ora inseguito da altri quattro incrociatori cercò di spingere quelli che credeva essere dei nemici verso Goodenough e il New Zealand. Tuttavia, Keyes riconobbe il Southampton mentre si ricongiungeva con Tyrwhitt, capendo così che non si trattava di navi tedesche. I pericoli per il Southampton però non erano finiti, infatti, alle 09:30, un sottomarino lo attaccò con due siluri, mancandolo e fuggendo quando l'incrociatore tentò di speronarlo. Il Lowestoft e il Nottingham rimasero fuori dal raggio delle comunicazioni e separati dal resto dello squadrone non combattendo per tutto il resto dell'azione.
Tyrwhitt tornò indietro per aiutare Keyes. Individuò il Stettin ma lo perse nella nebbia dove incontrò poi il Fearless e il suo squadrone. L'Arethusa era stata gravemente danneggiata, così alle 10:17 il Fearless gli si avvicinò, accostandosi per venti minuti, durante i quali furono riparate le caldaie.

### Combattimenti
Nel frattempo, il Köln, lo Strassburg e l'Ariadne erano salpati da Wilhelmshaven per unirsi alle forze tedesche già in mare, mentre il Mainz stava giungendo da un'altra direzione. L'ammiraglio Maass non era ancora a conoscenza della natura dell'attacco, così divise le sue forze in cerca del nemico. Lo Strassburg fu il primo ad individuare l'Arethusa, attaccando con proiettili e siluri ma fu ostacolato dall'attacco con siluri dei cacciatorpediniere britannici. Mentre Tyrwhitt tornava verso ovest, il Köln, comandato da Maass in persona, si avvicinò da sud-est, venendo attaccato però con dei siluri. Tyrwhitt inviò una richiesta di aiuto a Beatty ma in suo soccorso giunse Goodenough con altri quattro incrociatori.
Beatty aveva seguito gli eventi via radio a circa 65 km a nord-ovest. Alle 11:35, le navi tedesche non avevano ancora completato la loro missione e, con il sopraggiungere dei rinforzi tedeschi, cominciarono a ritirarsi. Beatty decise così di intervenire, procedendo a massima velocità verso sud con cinque incrociatori. Mentre l'uso delle sue navi più potenti per aiutare i suoi compagni era chiaro, tale azione avrebbe potuto mettere a rischio quelle navi: infatti essendo più pesanti delle altre potevano essere colpite più facilmente dai siluri tedeschi, oppure potevano incrociare delle dreadnought, se la marea lo permetteva loro, e rischiare in combattimento di venire affondate.

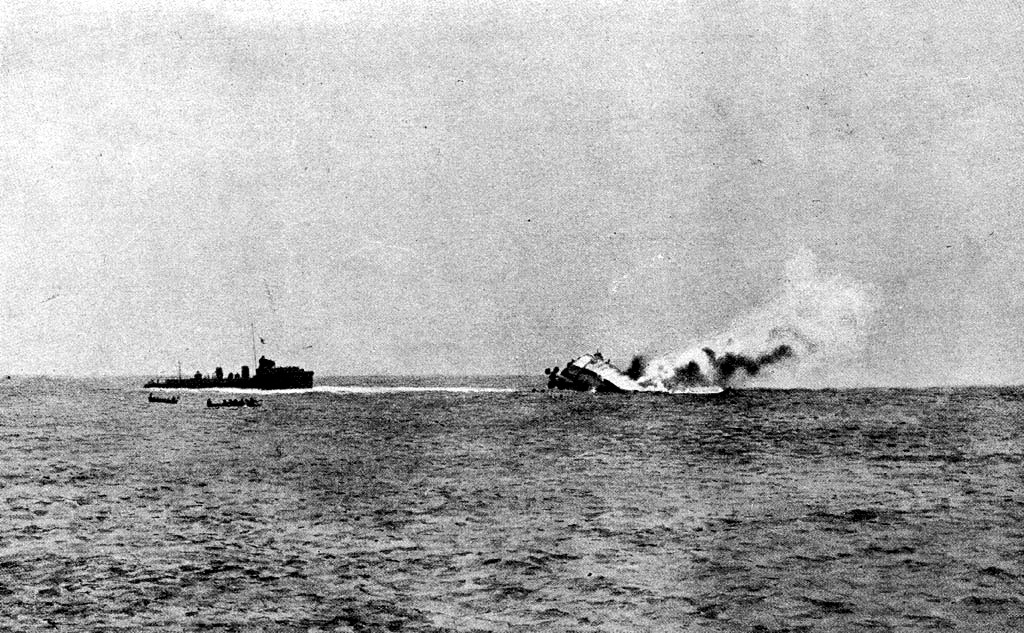
L'SMS Mainz mentre affonda

Alle 11:30, lo squadrone di Tyrwhitt incrociò un incrociatore tedesco, il Mainz. Le navi si spararono per circa venti minuti, prima che l'arrivo di Goodenough costrinse il Mainz a fuggire. Goodenough lo inseguì e, nel tentativo di fuggire, il Mainz finì sulla strada dell'Arethusa e dei suoi cacciatorpediniere di scorta. Questi danneggiarono il suo timone, facendolo finire incontro a Goodenough, dove venne colpito da proiettili e siluri. Alle 12:20, il capitano del Mainz ordinò che fosse affondata e che l'equipaggio abbandonasse la nave. Keyes nel frattempo si era unito al grosso delle forze britanniche e ordinò al Lurcher di avvicinarsi al Mainz per salvare il suo equipaggio. Tre cacciatorpediniere inglesi erano stati gravemente danneggiati nella battaglia.
Lo Strassburg e il Köln attaccarono assieme ma lo scontro fu interrotto dall'arrivo di Beatty e degli incrociatori da battaglia. Un ufficiale in uno dei cacciatorpediniere descrisse il momento: "Lì, giusto di fronte a noi, in un'adorabile processione, come elefanti che camminano attraverso un branco di ... cani, venivano il Lion, il Queen Mary, il Princess Royal, l'Invincible e il New Zealand ... Così solidi a guardarli, così simili ad un terremoto. Puntammo sull'ultimo loro aggressore, ... noi andavamo verso ovest, loro andavano verso est ... e giusto appena sentimmo il rombo dei loro cannoni."

### Fase finale

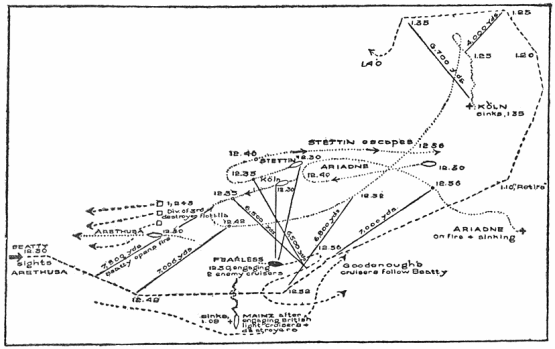
Mappa dei movimenti relativi alla fase finale della battaglia

Lo Strassburg riuscì a fuggire dal nemico, quando giunsero gli incrociatori da battaglia inglesi, ma il Köln non fu così fortunato. Tagliatagli la via di fuga, fu rapidamente resa inerme dai cannoni degli incrociatori britannici. Il colpo di grazia gli venne risparmiato solo perché Beatty individuò l'SMS Ariadne, che inseguì e sopraffece in poco tempo. L'Ariadne fu lasciata affondare, cosa che accadde alle 15:00, nell'attesa che le navi tedesche Danzig e Stralsund recuperassero i sopravvissuti. Alle 13:10, Beatty virò verso nord-ovest, ordinando a tutte le navi britanniche di ripiegare, poiché la marea si era alzata abbastanza da permettere che le navi pesanti tedesche potessero attraversare l'estuario del fiume Jade. Passando la Köln, Beatty fece aprire il fuoco, affondandola. I tentativi di recupero dei sopravvissuti furono interrotti dall'arrivo di un sottomarino; uno di essi venne salvato due giorni dopo da una nave tedesca, unico dei 250 che sopravvissero all'affondamento. L'ammiraglio Maass perì nella sua nave.
Quattro incrociatori tedeschi sopravvissero agli scontri, nascosti nella nebbia. Lo Strassburg si avvicinò agli incrociatori da battaglia ma, individuati, riuscì ad allontanarsi in tempo. Esso aveva quattro fumaioli, come gli incrociatori britannici di Classe Town, cosa che causò sufficiente confusione da permettergli di svanire nella nebbia.
Gli incrociatori da battaglia tedeschi, il Moltke e il Von der Tann, erano ormeggiate nel porto canale di Wilhelmshaven, insieme al resto della I squadra di incrociatori da battaglia. Alle 08:50, il contrammiraglio Hipper richiese l'autorizzazione all'ammiraglio Friedrich von Ingenohl, comandante in capo della Hochseeflotte, per inviare la Moltke e la Von der Tann ad aiutare gli incrociatori tedeschi. La Moltke era pronta a salpare alle 12:10, ma la bassa marea impediva alle navi il passaggio attraverso l'estuario dello Jade. Alle 14:10, la Moltke e la Von der Tann poterono passare il canale. Alle 14:25, i rimanenti incrociatori leggeri, ovvero lo Strassburg, lo Stettin, il Frauenlob, il Stralsund e l'Ariadne, si ricongiunsero con gli incrociatori da battaglia. La SMS Seydlitz, con a bordo Hipper, arrivò alle 15:10, mentre l'Ariadne affondava per i danni subiti. Hipper si spinse cautamente in avanti alla ricerca dei due incrociatori mancanti all'appello, l'SMS Mainz ed il Köln, che tuttavia erano già affondati. Alle 16:00, la flottiglia tedesca si ritirò verso l'estuario dello Jade, arrivando in porto alle 20:23.

## Conseguenze

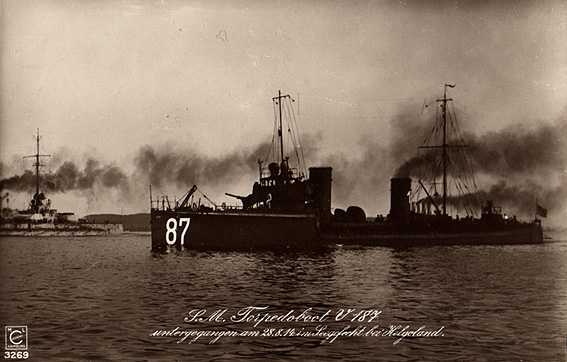
Il cacciatorpediniere tedesco V-187 affondato nella battaglia

La battaglia venne considerata una chiara vittoria britannica. La Germania perse tre incrociatori leggeri, il Mainz, il Köln e l'Ariadne, e il cacciatorpediniere V-187; l'incrociatore leggero Frauenlob venne gravemente danneggiato. Anche gli incrociatori leggeri Strassburg e Stettin furono danneggiati. Le vittime tedesche furono 1 242, di cui 712 i morti, incluso l'ammiraglio Maass, e 336 prigionieri. La Royal Navy non perse alcuna nave ma 35 uomini morirono e 40 rimasero feriti.
Il risultato più significativo della battaglia fu l'effetto delle decisioni del Kaiser. Per salvaguardare le sue navi il Kaiser stabilì che la flotta dovesse "tenersi alla larga ed evitare azioni che portassero a gravi perdite". L'ammiraglio Pohl, Capo dello Staff Navale tedesco, avvertì Ingenohl che, "nella sua fretta di preservare la flotta, … [il Kaiser] vi consigliò di farvi dare il suo consenso prima di prendere parte ad un'azione significativa."
Alfred von Tirpitz fu oltraggiato da questa decisione. Dopo la guerra, scrisse che "L'Imperatore non desiderava perdite di alcuna sorta … Diversi ordini furono inviati dall'Imperatore … dopo un'udienza con Pohl, dei quali io non ero informato come al solito, per restringere l'iniziativa del Comandante in Capo della Flotta del Mare del Nord. La perdita di navi doveva essere evitata; ogni sortita ed ogni altra azione più consistente doveva essere prima approvata da Sua Maestà. Io presi la prima opportunità possibile per spiegare all'Imperatore l'errore fondamentale di questa politica imbavagliatrice. Questo tentativo non ebbe successo, anzi, al contrario, sorse da quel giorno in avanti un allontanamento tra me e l'Imperatore che crebbe costantemente."
Dopo la guerra, Winston Churchill osservò:
Churchill osservò inoltre che "i tedeschi non conoscevano i difetti del nostro operato e i rischi che abbiamo corso."
Il tenente Stephen King-Hall, ufficiale a bordo dell'HMS Southampton, scrisse riguardo alla battaglia:
Fu precisamente poiché sulla carta la presenza degli incrociatori da battaglia (non documentata) era assurda, che i logici tedeschi restarono fermi a Wilhelmshaven, incapaci di muoversi a causa della bassa marea sulle sponde del fiume Jade!
Io credo di essere in grado di dire che questa importante caratteristica idrografica era parte del piano ma ciò venne scoperto diverso tempo dopo.
Nonostante tutto, le conseguenze strategiche e politiche di questa azione ebbero grande importanza.
La Germania ebbe un personale non meno coraggioso e quasi con lo stesso addestramento dei nostri; le loro navi erano superiori, tipologia per tipologia; i loro cannonieri erano più precisi. Nella mente di ogni marinaio tedesco vi era l'idea che stessero sfidando la potenza di una Marina che ha dominato i mari, in lungo e in largo, per quattro secoli. I marinai tedeschi avevano rispetto e quasi una venerazione per la Royal Navy; entrarono in guerra con un complesso di inferiorità in netto contrasto con il complesso di superiorità che provava la Wehrmacht rispetto a tutti gli altri eserciti.
Fu poi uno shock per la Kriegsmarine … imparare queste audaci manovre e questi successi così vicini alla principale base tedesca.»

### Carenze
Entrambe le parti impararono qualcosa dalla battaglia. I tedeschi capirono che i loro incrociatori, lasciando il porto uno alla volta, non avrebbero trovato navi pesanti o maggiori forze. Essi fallirono nel tenere unite le loro navi per avere maggior probabilità di vittoria. Beatty, quando vide la possibilità di lasciare una delle sue navi a finire un nemico inerme, decise di tenere unito lo squadrone e di tornare più tardi, in forze, per finire il vascello tedesco. Goodenough, d'altra parte, perse due incrociatori che non presero più parte alla battaglia.
Gli incrociatori leggeri tedeschi, armati con più cannoni da 100 mm, con cadenza di fuoco maggiore, si trovarono in inferiorità ai loro simili britannici, con cannoni da 150 mm, meno numerosi ma più potenti. Tuttavia, le loro navi furono difficili da affondare nonostante i numerosi danni provocati dai colpi precisi dei britannici. Sia le fonti inglesi che tedesche riportarono la determinazione e il coraggio delle navi tedesche accerchiate e sconfitte.
Nessuno riferì la presenza di incrociatori britannici all'ammiraglio Hipper, fino alle 14:35. Se fosse venuto a sapere ciò, avrebbe potuto mobilitare i suoi incrociatori da battaglia per rinforzare la flotta, possibilmente prevenendo le perdite e forse infliggendone al nemico. L'operazione britannica non si dilungò abbastanza perché le navi pesanti tedesche avessero sufficiente acqua nel canale del fiume Jade per uscire in mare aperto ed unirsi alla battaglia.
I britannici pagarono la scarsa comunicazione, infatti le navi non segnalavano l'un l'altra di aver ingaggiato il nemico. L'iniziale errore di aver incluso Jellicoe nella pianificazione del raid poteva portare al disastro se non avesse inviato rinforzi; rinforzi che per altro nessuno sapeva che sarebbero giunti, rischiando così di attaccare le proprie navi. Non vi era modo inoltre di avvertire i sommergibili inglesi che rischiarono quindi di colpire le proprie navi. Fu la decisione dell'ammiraglio Sturdee, capo di stato maggiore dell'Ammiragliato, di non informare Jellicoe e di non inviare le ulteriori navi pesanti che erano state richieste da Keyes. Jellicoe, in effetti, andò contro questa decisione, una volta venuto a conoscenza della missione, inviando unità che erano sotto il suo comando. Keyes disapprovò che l'opportunità per un grande successo fosse persa non includendo gli incrociatori più potenti nel piano, come aveva inizialmente ideato. Jellicoe fu turbato dal fatto che l'Ammiragliato non discusse riguardo al raid con i comandanti in capo della flotta in mare.
I tedeschi riconobbero che i pattugliamenti costanti dei cacciatorpediniere erano troppo dispendiosi, in tempi e risorse, e li rendevano obiettivi facili. Di conseguenza, designarono delle aree minate, per impedire che le navi nemiche si avvicinassero troppo ai propri cacciatorpediniere mentre scortavano le navi pesanti. In futuro, i tedeschi non mandarono mai in missione navi singole. I britannici compresero il grave errore di inviare in battaglia navi con un inadeguato addestramento e con armi danneggiate, come l'Arethusa. Le navi inglesi furono criticate per aver sparato molti proiettili e siluri con pochi effetti sul nemico: queste critiche, in seguito, furono controproducenti come quando, nella prima battaglia di Dogger Bank, le navi inglesi furono restie nell'aprire il fuoco, perdendo diverse opportunità di danneggiare i vascelli nemici.